# 盛岡市営野球場
盛岡市営野球場（もりおかしえいやきゅうじょう）は、岩手県盛岡市に存在した野球場。施設は盛岡市が所有し、盛岡市スポーツ協会が運営管理を行っていた。

## 歴史・概要
1938年開場。1970年4月に岩手県営野球場が完成するまでは高校野球など、県内のアマチュア野球の主な会場として用いられ、過去にはプロ野球の地方開催も行われたことがある。
1948年7月28日には岩手県内では史上初となるプロ野球公式戦大阪タイガース対金星スターズの試合が行われた。試合は7-1で大阪が勝利している。その後も1953年8月12日に大阪タイガース対国鉄スワローズ戦が当球場で開催され、8-3で国鉄が勝利して金田正一が勝利投手になっている。
盛岡市営野球場は1983年及び1993年に大規模改修工事が行われた。
1996年までは全国高等学校野球選手権岩手大会の会場にも使用されていたが、夜間照明設備の無さと施設の老朽化などから、大会等に使用される機会は減少していた。そのため、同様に施設の老朽化や公認野球規則に基づいた両翼のサイズが狭いことなどが指摘されている岩手県営野球場とともに、同施設を廃止し、いわて盛岡ボールパーク（2023年開場）へ機能が移設されることになった。
盛岡市スポーツ適正配置方針（平成26年3月策定）では、盛岡市営野球場を廃止するとした上で、新野球場（いわて盛岡ボールパーク）が完成し、供用開始となるまでは使用するとしている。新球場のいわて盛岡ボールパークでは、2023年（令和5年）4月1日の開場初日の記念試合前に、岩手県営野球場と盛岡市営野球場の土を新球場に散布する「継承式」が行われる。
2024年3月31日をもって廃止となった。

## 施設概要
- グラウンド面積：11,300m2
- 両翼：87m、中堅：118m
- 内野：土、外野：天然芝
- 収容人員：約15,000人
- 照明設備：なし

## 交通
最寄りバス停
- 岩手県交通「茶畑十文字」バス停から徒歩約10分。